# Minová válka na Lagazuoi
Minová válka na Lagazuoi byla za první světové války bitvou na italské frontě (1915–1918). Cílem italského útoku bylo dobýt rakousko-uherské obranné pozice na vrcholu Lagazuoi a ovládnout přístup do průsmyku Valparola.

## Historie
Během první světové války v letech 1915 až 1917 se Lagazuoi stalo dějištěm tvrdých střetů mezi italskými a rakousko-uherskými jednotkami, které v Piccolo Lagazuoi vybudovaly složitou síť tunelů a štol a pokoušely se vyhodit do povětří nebo zasypat pozice protivníka pomocí minové války.
Italské království se při svém vstupu do války proti Rakousku-Uhersku v květnu 1915 muselo vypořádat s hustou sítí habsburských opevnění vybudovaných podél celé hranice s tehdejším rakouským Tyrolskem v období mezi třetí italskou válkou za nezávislost (1866) a první světovou válkou. Na tato opevnění navázala v prvních měsících války intenzivní výstavba rakousko-uherských zákopů a obranných pozic v hlavních horských průsmycích a na okolních vrcholech. To byl další trn v oku italské královské armády, jejíž chybou bylo přílišné promýšlení a odkládání hypotetických útoků na snadno dobyté výškové oblasti, které by nepřítele znevýhodnily jak z hlediska válečného, tak i pozičního. Nejinak tomu bylo v horských průsmycích Valparola a Falzarego, strategicky důležitých pro Italy jako klíč k Bolzanu a Brennerskému průsmyku, kde Rakušané dobře rozmístili svou obranu jak u těchto dvou vstupů, tak na nepřístupných vrcholcích nad nimi. Italské velení si brzy uvědomilo, že musí tyto průsmyky obejít a útočit na nepřítele z boků, jako jsou hory Piccolo Lagazuoi a Sass de Stria, přičemž druhá jmenovaná zůstala nedobytná až do konce války. Mezi 18. a 19. říjnem 1915 obsadily dvě čety Alpinů některé pozice na jižním svahu Piccolo Lagazuoi, včetně úzkého výběžku přejmenovaného na počest Ettore Martiniho na Cengia Martini, který protínal stěnu ze západu na východ a byl strategicky důležitý, zatímco rakousko-uherské pozice byly na vrcholu hory. Aby Rakušané vyhnali své protivníky z těchto opevněných a do skály vykopaných pozic, odpálili čtyři miny, z nichž ta nejsilnější vyhodila 22. května 1917 do povětří část 199 metrů vysoké a 136 metrů široké stěny. Přesto italské pozice na ostrohu nebyly opuštěny.
Italové naopak vyhloubili uvnitř hory dvousetmetrový tunel až na vrchol Piccolo Lagazuoi; 20. června 1917 pod ním odpálili 32 664 kg výbušnin a poté se tunelem pokusili dobýt pozice nedotčené výbuchem. Akce opět neměla vítěze ani poražené: Rakušané ustoupili a rychle posílili zákopy, které unikly výbuchu miny. Vrchol padl do italských rukou, ale pokus o obsazení celého masivu Piccolo Lagazuoi by vedl k dalším vážným ztrátám u Alpinů. Kráter způsobený italskou minou je dodnes patrný spolu s obrovským nahromaděním trosek sesunutých po dně údolí, a to jak z této, tak z ostatních rakouských min. Čtvrtá rakousko-uherská mina, která vybuchla v září 1917, byla méně výkonná než ta z předchozího května a vedla k dalšímu neúspěchu. Po bitvě u Caporetta se Italové stáhli ze všech svých pozic a vojenské operace v oblasti skončily.

## Galerie

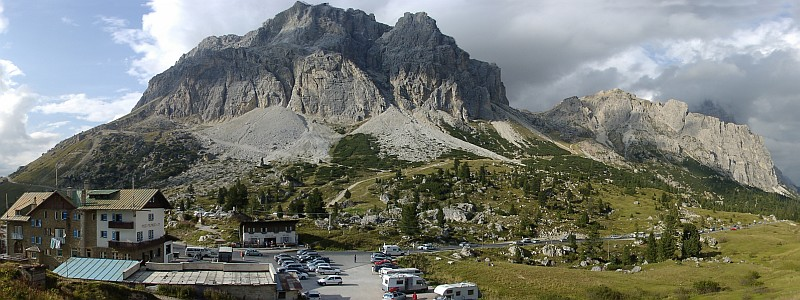
Lagazuoi z pohledu z italské fronty. Všimněte si dvou velkých hromad trosek nahromaděných po nesčetných minových explozích obou armád.
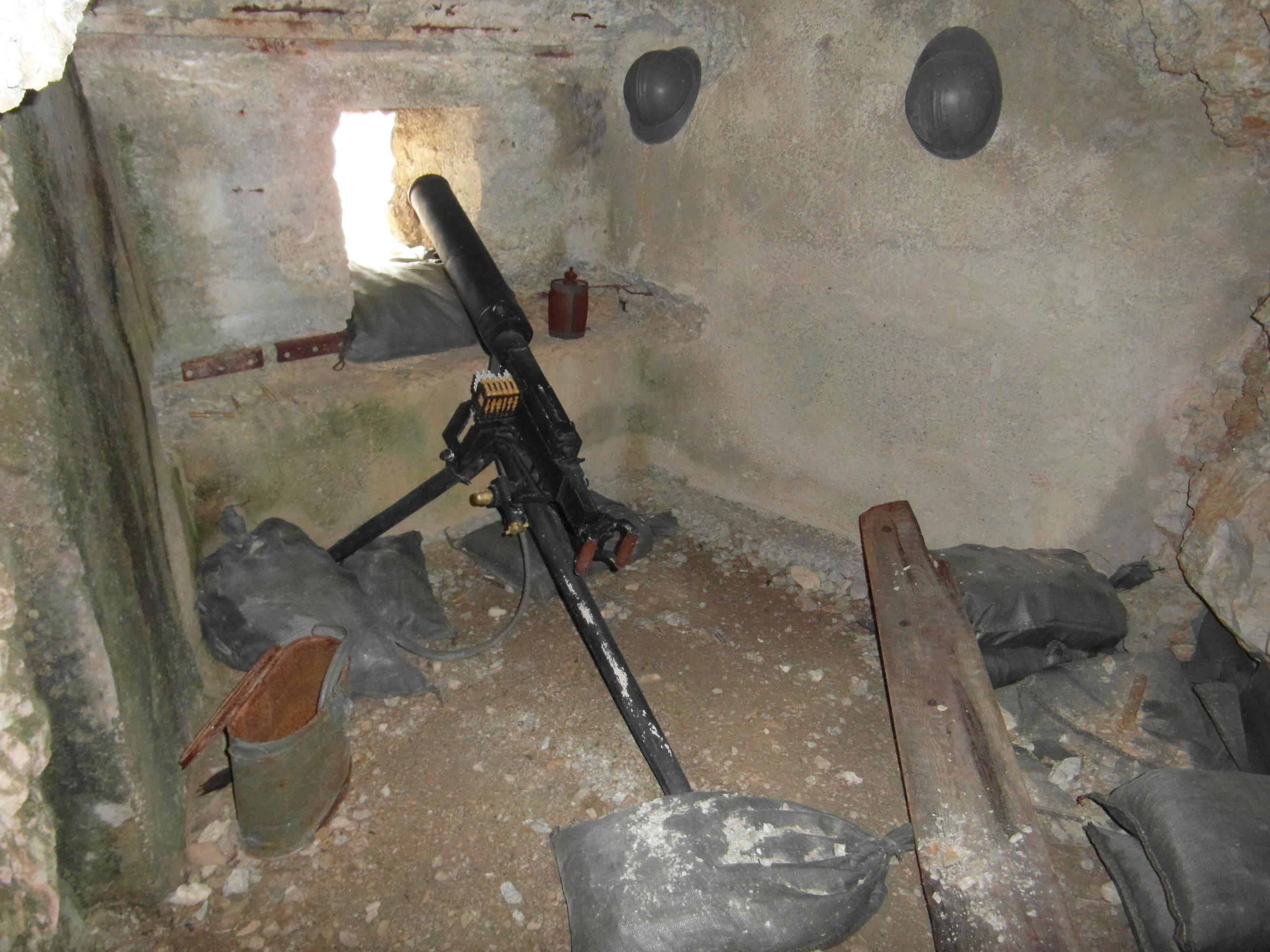
Rekonstrukce kulometné střílny uvnitř italského tunelu
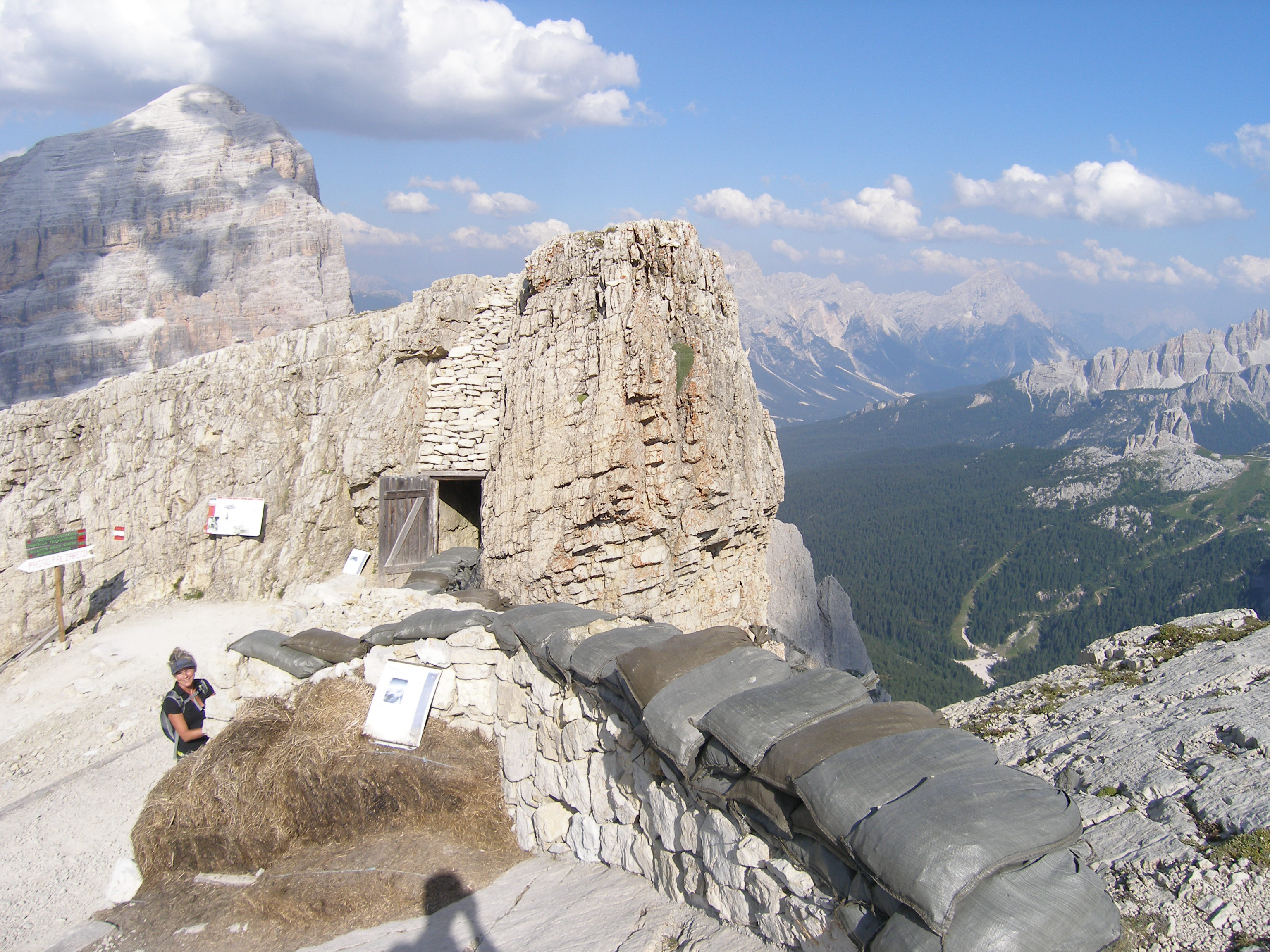
Vnější pohled na rekonstrukci rakousko-uherské štoly na vrcholu Lagazuoi
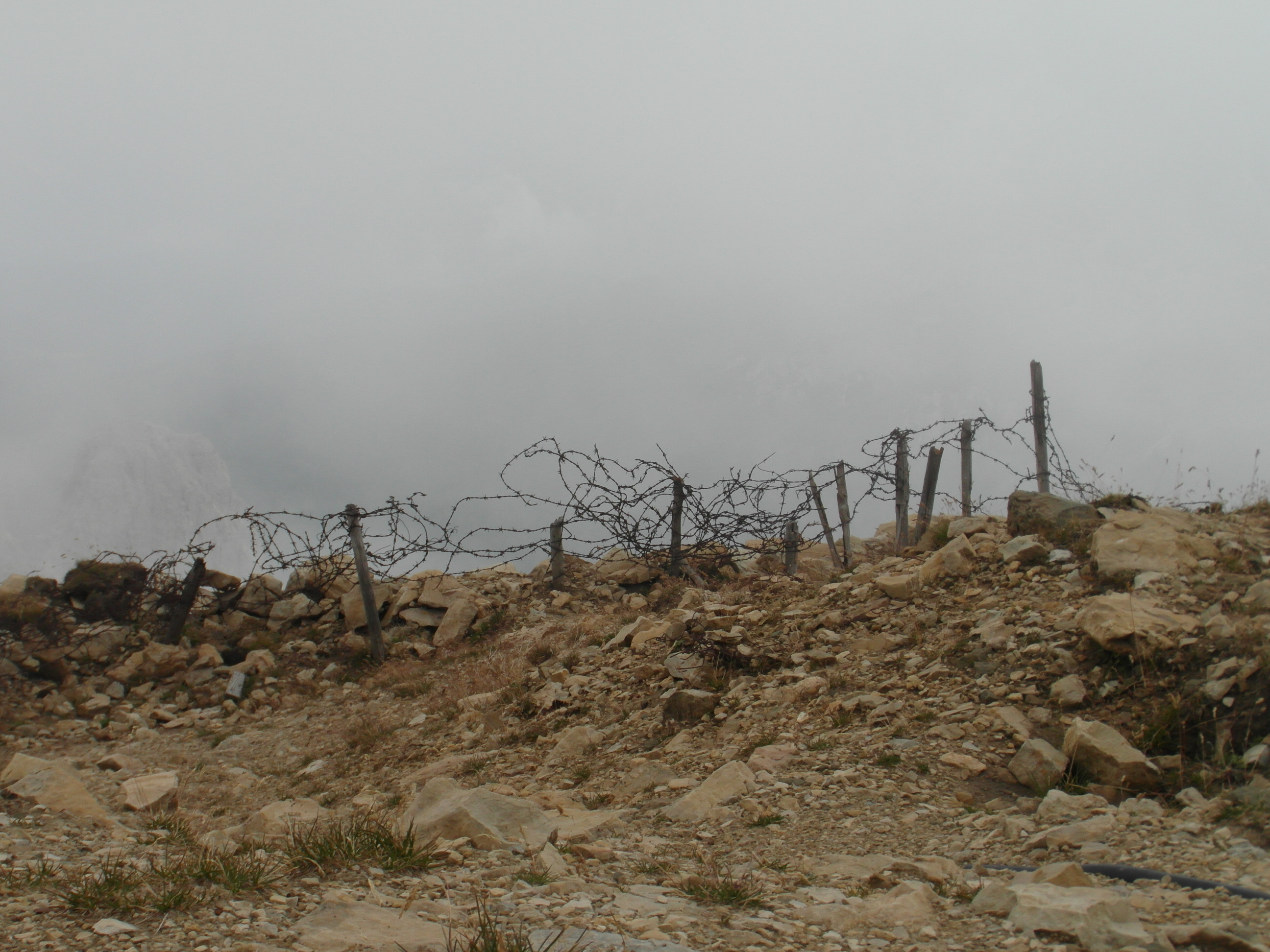
Rakousko-uherské pozice s ostnatým drátem na vrcholu Lagazuoi, nedaleko od kráteru italské miny z roku 1917 a vstupu do štoly
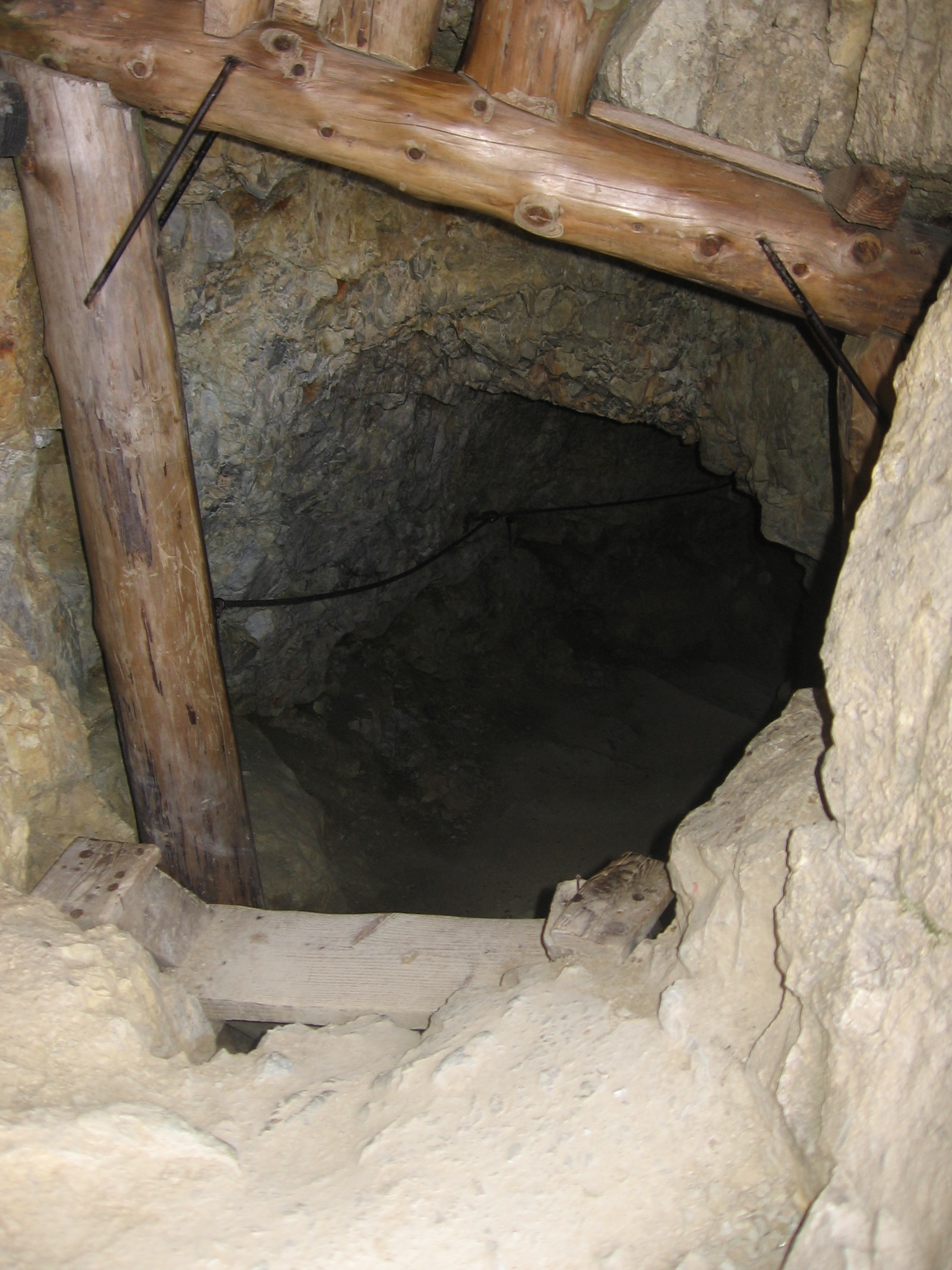
Detail vstupu, pokud se jde z vrcholu Lagazuoi do průsmyku Falzarego, nebo výstupu, pokud se jde z průsmyku Falzarego na vrchol Lagazuoi, do italské štoly
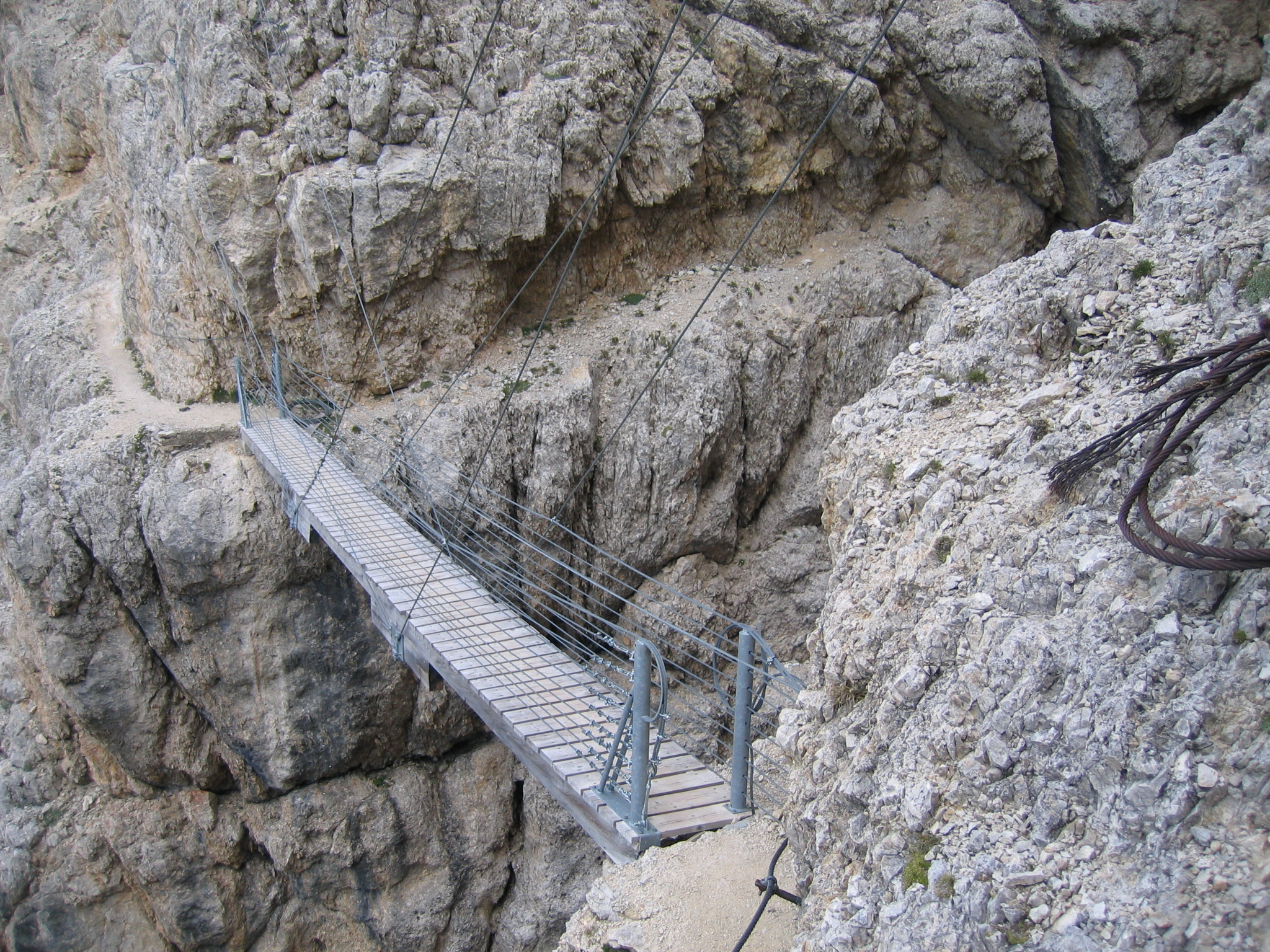
Pohled na visutý most Kaiserjägersteig. Tato bývalá vojenská cesta vedla rakousko-uherské vojáky do frontových pozic na Lagazuoi a sloužila jako zásobovací trasa k nim